# تفنگدار دریایی ۴: هدف متحرک
تفنگدار دریایی ۴: هدف متحرک (انگلیسی: The Marine 4: Moving Target) یک فیلم ویدئویی آمریکایی اکشن به کارگردانی  ویلیام کافمن با بازی د میز است که در سال ۲۰۱۵ منتشر شد. 

## خلاصه داستان
«جیک کارتر» برای دفاع از یک بسته با ارزش تعیین شده است. او خلافکاری است که در تلاش برای افشای فساد یک پیمانکار دفاع نظام می‌باشد…

## تولید
فیلم‌برداری در آوریل ۲۰۱۴ در بریتیش کلمبیا آغاز شد و در ماه مه ۲۰۱۴ به پایان رسید.